# Općina Delčevo
Općina Delčevo (makedonski: Општина Делчево) je jedna od 80 Općina na sjeveroistoku Sjeverne Makedonije. 
Upravno sjedište ove općine je grad Delčevo.

## Zemljopisne osobine
Općina Delčevo graniči s Bugarskom na sjeveru, te s općinama: Makedonska Kamenica, na sjevero zapadu Vinica na zapadu, Berovo na jugo zapadu, te Pehčevo na jugu.
Ukupna površina Općine Delčevo je 422.39 km².

## Stanovništvo
Općina Delčevo ima 17 505 stanovnika. Po popisu stanovnika većinu stanovnika tvorili su Makedonci 16 637, drugi po brojnosti su Romi 651 te Turci 122.

## Naselja u Općini Delčevo
Ukupni broj naselja u općini je 22, od toga je 21 sela i samo jedan grad Delčevo.

## Pogledajte i ovo
- Delčevo
- Sjeverna Makedonija
- Općine Sjeverne Makedonije

## Vanjske poveznice
- Službene stranice općine Delčevo
- Stranice općine Delčevo.com